# Амазар
Амаза́р — посёлок городского типа в Могочинском районе Забайкальского края России. Административный центр городского поселения «Амазарское». Станция на Забайкальской железной дороге.
Население — 1959 чел. (2021).

## География
Расположен на северо-востоке края, в восточной части района, по левому берегу р. Амазар, у впадения в неё р. Чичатка, в 98 км к востоку-северо-востоку от райцентра — города Могоча.

## История
Основан в 1908 в связи со строительством транссибирской железной дороги. В последующем получили развитие заготовка леса и лесопиление.
Статус посёлка городского типа — с 27 ноября 1938 года.

## Население
| 1959  | 1970  | 1979  | 1989  | 2002  | 2009  |
| ----- | ----- | ----- | ----- | ----- | ----- |
| 4526  | ↘2795 | ↗3577 | ↘3521 | ↘2641 | ↘2464 |
| 2010  | 2011  | 2012  | 2013  | 2014  | 2015  |
| ↘2374 | ↘2371 | ↘2367 | ↘2342 | ↗2344 | ↗2351 |
| 2016  | 2017  | 2018  | 2019  | 2020  | 2021  |
| ↘2325 | ↘2321 | ↘2315 | ↘2304 | ↘2281 | ↘1959 |

В 1989 году население составляло 3,7 тыс. чел., в 2003 — 2643 чел.

## Инфраструктура

### Экономика
Путевое хозяйство Транссиба. Также развиты заготовка леса и лесопиление.

### Социальные объекты
Средняя школа, детский сад, клуб, библиотека, поликлиника, фельдшерский пункт и др.

## В искусстве
В песне О. Медведева «Амазарский ястреб» упоминается «маленькая станция Амазар».

## Транспорт
Забайкальская железная дорога.